# Didier Angibeaud
Didier Angibeaud-Nguidjol  (Douala, 1974. október 8. –) kameruni labdarúgó-középpályás.
A kameruni válogatott színeiben részt vett az 1998-as labdarúgó-világbajnokságon.